# Finale à la barre fixe des Jeux olympiques d'été
| Édition   | Lieu                                   | Or                                     | Argent                                 | Bronze                                 |
| --------- | -------------------------------------- | -------------------------------------- | -------------------------------------- | -------------------------------------- |
| 1896      | Athènes                                | Hermann Weingärtner (GER)              | Alfred Flatow (GER)                    | non décernée                           |
| 1900      | Paris                                  | non inclus au programme olympique      | non inclus au programme olympique      | non inclus au programme olympique      |
| 1904      | Saint-Louis                            | Anton Heida (USA)                      | non décernée                           | George Eyser (USA)                     |
| 1904      | Saint-Louis                            | Edward Hennig (USA)                    | non décernée                           | George Eyser (USA)                     |
| 1908–1920 | non inclus dans le programme olympique | non inclus dans le programme olympique | non inclus dans le programme olympique | non inclus dans le programme olympique |
| 1924      | Paris                                  | Leon Štukelj (YUG)                     | Jean Gutweniger (SUI)                  | André Higelin (FRA)                    |
| 1928      | Amsterdam                              | Georges Miez (SUI)                     | Romeo Neri (ITA)                       | Eugen Mack (SUI)                       |
| 1932      | Los Angeles                            | Dallas Bixler (USA)                    | Heikki Savolainen (FIN)                | Einari Teräsvirta (FIN)                |
| 1936      | Berlin                                 | Aleksanteri Saarvala (FIN)             | Konrad Frey (GER)                      | Alfred Schwarzmann (GER)               |
| 1948      | Londres                                | Josef Stalder (SUI)                    | Walter Lehmann (SUI)                   | Veikko Huhtanen (FIN)                  |
| 1952      | Helsinki                               | Jack Günthard (SUI)                    | Alfred Schwarzmann (GER)               | non décernée                           |
| 1952      | Helsinki                               | Jack Günthard (SUI)                    | Josef Stalder (SUI)                    | non décernée                           |
| 1956      | Melbourne                              | Takashi Ono (JPN)                      | Yuri Titov (URS)                       | Masao Takemoto (JPN)                   |
| 1960      | Rome                                   | Takashi Ono (JPN)                      | Masao Takemoto (JPN)                   | Boris Shakhlin (URS)                   |
| 1964      | Tokyo                                  | Boris Shakhlin (URS)                   | Yuri Titov (URS)                       | Miroslav Cerar (YUG)                   |
| 1968      | Mexico                                 | Akinori Nakayama (JPN)                 | non décernée                           | Eizo Kenmotsu (JPN)                    |
| 1968      | Mexico                                 | Mikhail Voronin (URS)                  | non décernée                           | Eizo Kenmotsu (JPN)                    |
| 1972      | Munich                                 | Mitsuo Tsukahara (JPN)                 | Sawao Kato (JPN)                       | Shigeru Kasamatsu (JPN)                |
| 1976      | Montréal                               | Mitsuo Tsukahara (JPN)                 | Eizo Kenmotsu (JPN)                    | Eberhard Gienger (FRG)                 |
| 1976      | Montréal                               | Mitsuo Tsukahara (JPN)                 | Eizo Kenmotsu (JPN)                    | Henry Boerio (FRA)                     |
| 1980      | Moscou                                 | Stoyan Deltchev (BUL)                  | Alexander Dityatin (URS)               | Nikolai Andrianov (URS)                |
| 1984      | Los Angeles                            | Shinji Morisue (JPN)                   | Tong Fei (CHN)                         | Koji Gushiken (JPN)                    |
| 1988      | Séoul                                  | Vladimir Artemov (URS)                 | non décernée                           | Holger Behrendt (GDR)                  |
| 1988      | Séoul                                  | Valeri Liukin (URS)                    | non décernée                           | Marius Gherman (ROU)                   |
| 1992      | Barcelone                              | Trent Dimas (USA)                      | Grigori Misutin (EUN)                  | non décernée                           |
| 1992      | Barcelone                              | Trent Dimas (USA)                      | Andreas Wecker (GER)                   | non décernée                           |
| 1996      | Atlanta                                | Andreas Wecker (GER)                   | Krasimir Dounev (BUL)                  | Fan Bin (CHN)                          |
| 1996      | Atlanta                                | Andreas Wecker (GER)                   | Krasimir Dounev (BUL)                  | Alexei Nemov (RUS)                     |
| 1996      | Atlanta                                | Andreas Wecker (GER)                   | Krasimir Dounev (BUL)                  | Vitaly Scherbo (BLR)                   |
| 2000      | Sydney                                 | Alexei Nemov (RUS)                     | Benjamin Varonian (FRA)                | Lee Joo-Hyung (KOR)                    |
| 2004      | Athènes                                | Igor Cassina (ITA)                     | Paul Hamm (USA)                        | Isao Yoneda (JPN)                      |
| 2008      | Pékin                                  | Zou Kai (CHN)                          | Jonathan Horton (USA)                  | Fabian Hambuechen (GER)                |
| 2012      | Londres                                | Epke Zonderland (NED)                  | Fabian Hambuechen (GER)                | Zou Kai (CHN)                          |
| 2016      | Rio de Janeiro                         | Fabian Hambüchen (GER)                 | Danell Leyva (USA)                     | Nile Wilson (GBR)                      |
| 2020      | Tokyo                                  | Daiki Hashimoto (JPN)                  | Tin Srbić (CRO)                        | Nikita Nagornyy (ROC)                  |
| 2024      | Paris                                  | Shinnosuke Oka (JPN)                   | Angele Barajas (COL)                   | Tang Chia-hung (TPE)                   |
| 2024      | Paris                                  | Shinnosuke Oka (JPN)                   | Angele Barajas (COL)                   | Zhang Boheng (CHN)                     |